# Salaspils
Salaspils ( výslovnost) je město v Lotyšsku poblíž Rigy. Leží na řece Daugavě, konkrétně u přehrady Rīgas HES. Město má zhruba 21 000 obyvatel, značný nárůst počtu obyvatelstva zaznamenalo díky panelákové výstavbě ve 20. století.
V roce 1605 se na území Salaspilsu odehrála bitva u Kircholmu (tehdejší název města), ve které se utkalo švédské a polské vojsko. Švédské vojsko bylo poraženo, švédský král Karel IX. z bitvy vyvázl jen s obtížemi. Rozsahem švédských ztrát snese bitva srovnání s mnohem známější bitvou u Poltavy o sto let později, která je vnímána jako počátek konce velmocenského postavení Švédska. Za 2. světové války byl poblíž města německý koncentrační tábor pro sovětské zajatce.